# Ladislav Procházka
Ladislav Procházka (14. května 1944, Pardubice – 11. května 2018, Pardubice) byl český fotbalista. Po skončení aktivní kariéry byl vedoucím u dorosteneckých týmů, v osmdesátých letech se dal na dráhu maséra, ve které pokračoval u ligového dorostu U19 FK Pardubice.

## Fotbalová kariéra
Většinu své fotbalové kariéry strávil na pozici obránce obránce v týmu VCHZ Pardubice, kde byl oporou zadních řad. S výjimkou vojenské služby ve VTJ Tábor nastupoval v pardubickém celku jak v druholigových sezónách, tak i v sezóně 1967/68, v níž tým vybojoval postup do 1. fotbalové ligy. Nastoupil ve 24 prvoligových utkáních a dal 1 ligový gól. Ve VCHZ Pardubice zůstal i po sestupu klubu z nejvyšší soutěže, kariéru ukončil v roce 1975.

## Ligová bilance
| Ročník                                   | Zápasy | Góly | Klub           |
| ---------------------------------------- | ------ | ---- | -------------- |
| 1. československá fotbalová liga 1968/69 | 24     | 1    | VCHZ Pardubice |
| CELKEM 1. liga                           | 24     | 1    |                |